# Lennart Schotte
Johan Lennart Herman Schotte, född 10 december 1926 i Eda församling, Värmlands län, död 26 juni 2005 i Karlstads domkyrkoförsamling, var en svensk företagsledare och ämbetsman.
Schotte studerade organisk kemi vid Uppsala universitet och disputerade där 1956. Åren 1960–1963 var han disponent och platschef vid Åmotfors pappersbruk, där hans far Gösta Schotte tidigare varit disponent.
Åren 1963–1972 var Schotte verkställande direktör för Tumba bruk och därefter verkställande direktör för Södra Sveriges Skogsägares Förbund och Skogsägarnas Industri fram till 1979. Åren 1980–1986 var han generaldirektör för Domänverket.
Schotte invaldes 1974 som ledamot av Ingenjörsvetenskapsakademien och 1982 som ledamot av Skogs- och Lantbruksakademien. Han blev 1967 riddare av Nordstjärneorden. Schotte tilldelades professors namn 1986 och utnämndes 2002 till hedersdoktor vid Karlstads universitet.